# DM i håndbold 2010-11 (mænd)
Danmarksmesterskabet i håndbold for mænd 2010–11 var det 75. Danmarksmesterskab i håndbold for mænd afhold af Dansk Håndbold. Mesterskabet blev vundet af AG København, som i finaleserien besejrede Bjerringbro-Silkeborg i to kampe, og som dermed sikrede sig sin første DM-titel. Frederiksberg IF rykkede ned, da de sluttede sidst i grundspillet. Fredericia HK rykkede senere ned, da de overraskende tabte nedrykningsspillet.

## Jack & Jones Ligaen

### Grundspil
I grundspillet spillede de 14 hold en dobbeltturnering alle-mod-alle. De otte bedst placerede hold gik videre til medaljeslutspillet. Holdene, der sluttede på 9.- til 13.-pladsen måtte spille kvalifikation til den efterfølgende sæson af HåndboldLigaen, mens nr. 14 rykkede direkte ned i 1. division.
| Nr | Hold                     | K  | V  | U | T  | Mf  |   | Mi  | +/-  | P                                          |
| -- | ------------------------ | -- | -- | - | -- | --- | - | --- | ---- | ------------------------------------------ |
| 1  | AG København             | 26 | 24 | 2 | 0  | 847 | – | 633 | +214 | 50Medaljeslutspil                          |
| 2  | Skjern Håndbold          | 26 | 16 | 4 | 6  | 762 | – | 700 | +62  | 36Medaljeslutspil                          |
| 3  | Århus Håndbold           | 26 | 16 | 3 | 7  | 748 | – | 708 | +40  | 35Medaljeslutspil                          |
| 4  | Nordsjælland Håndbold    | 26 | 16 | 3 | 7  | 773 | – | 710 | +63  | 35Medaljeslutspil                          |
| 5  | AaB Håndbold             | 26 | 15 | 4 | 7  | 845 | – | 767 | +78  | 34Medaljeslutspil                          |
| 6  | Bjerringbro-Silkeborg    | 26 | 16 | 1 | 9  | 750 | – | 658 | +92  | 33Medaljeslutspil                          |
| 7  | KIF Kolding              | 26 | 13 | 5 | 8  | 828 | – | 774 | +54  | 31Medaljeslutspil                          |
| 8  | Team Tvis Holstebro      | 26 | 15 | 1 | 10 | 754 | – | 764 | −10  | 31Medaljeslutspil                          |
| 9  | Fredericia HK            | 26 | 8  | 3 | 15 | 671 | – | 740 | −69  | 19Kvalifikation til HåndboldLigaen 2011-12 |
| 10 | Lemvig-Thyborøn Håndbold | 26 | 7  | 4 | 15 | 625 | – | 710 | −85  | 18Kvalifikation til HåndboldLigaen 2011-12 |
| 11 | Viborg HK                | 26 | 6  | 2 | 18 | 686 | – | 772 | −86  | 14Kvalifikation til HåndboldLigaen 2011-12 |
| 12 | Mors-Thy Håndbold        | 26 | 6  | 1 | 19 | 773 | – | 888 | −115 | 13Kvalifikation til HåndboldLigaen 2011-12 |
| 13 | HC Midtjylland           | 26 | 3  | 4 | 19 | 702 | – | 824 | −122 | 10Kvalifikation til HåndboldLigaen 2011-12 |
| 14 | Frederiksberg IF         | 26 | 2  | 1 | 23 | 593 | – | 709 | −116 | 5Nedrykning til 1. division 2011-12        |

 K: Kampe spillet, V: Vundne kampe, U: Uafgjorte kampe, T: Tabte kampe, Mf: Mål for, Mi: Mål imod, +/-: Måldifference, P: Point

 

### Slutspil
De otte bedste hold fra grundspillet spillede i medaljeslutspillet. Holdene blev inddelt i to grupper med fire hold, der begge spillede en dobbeltturnering alle-mod-alle. Holdene, der sluttede på første- eller andenpladsen i grundspillet, startede slutspillet med 2 point, mens holdene der sluttede på tredje- eller fjerdepladsen, startede med 1 point. Vinderne af de to gruppe kvalificerede sig til DM-finalen, mens de to toere gik videre til bronzekampen. Begge finalekampe blev spillet bedst af tre kampe.

#### Gruppe A
| Nr | Hold                  | K | V | U | T | Mf  |   | Mi  | +/- | P           |
| -- | --------------------- | - | - | - | - | --- | - | --- | --- | ----------- |
| 1  | AG København          | 6 | 5 | 0 | 1 | 162 | – | 148 | +14 | 12Finale    |
| 2  | Nordsjælland Håndbold | 6 | 3 | 0 | 3 | 157 | – | 167 | −10 | 7Bronzekamp |
| 3  | AaB Håndbold          | 6 | 3 | 0 | 3 | 163 | – | 161 | +2  | 6           |
| 4  | Team Tvis Holstebro   | 6 | 1 | 0 | 5 | 162 | – | 168 | −6  | 2           |

 K: Kampe spillet, V: Vundne kampe, U: Uafgjorte kampe, T: Tabte kampe, Mf: Mål for, Mi: Mål imod, +/-: Måldifference, P: Point

 

#### Gruppe B
| Nr | Hold                  | K | V | U | T | Mf  |   | Mi  | +/- | P           |
| -- | --------------------- | - | - | - | - | --- | - | --- | --- | ----------- |
| 1  | Bjerringbro-Silkeborg | 6 | 6 | 0 | 0 | 186 | – | 157 | +29 | 12Finale    |
| 2  | Skjern Håndbold       | 6 | 3 | 0 | 3 | 158 | – | 160 | −2  | 8Bronzekamp |
| 3  | KIF Kolding           | 6 | 2 | 0 | 4 | 167 | – | 179 | −12 | 4           |
| 4  | Århus Håndbold        | 6 | 1 | 0 | 5 | 174 | – | 189 | −15 | 3           |

 K: Kampe spillet, V: Vundne kampe, U: Uafgjorte kampe, T: Tabte kampe, Mf: Mål for, Mi: Mål imod, +/-: Måldifference, P: Point

 

#### Bronzekamp
| Dato  | Tid   | Hold                                    | Res.  | Pause | Spillested                 |
| ----- | ----- | --------------------------------------- | ----- | ----- | -------------------------- |
| 13.5. | 19:10 | Skjern Håndbold – Nordsjælland Håndbold | 29–28 | 12-18 | Skjern Bank Arena, Skjern  |
| 18.5. | 19:00 | Nordsjælland Håndbold – Skjern Håndbold | 27–24 | 13-14 | Helsingehallerne, Helsinge |
| 24.5. | 19:00 | Skjern Håndbold – Nordsjælland Håndbold | 25–24 | 13-11 | Skjern Bank Arena, Skjern  |

#### Finale
| Dato  | Tid   | Hold                                 | Res.  | Pause | Spillested                   |
| ----- | ----- | ------------------------------------ | ----- | ----- | ---------------------------- |
| 14.5. | 16:15 | Bjerringbro-Silkeborg – AG København | 27–29 | 17-15 | Silkeborghallerne, Silkeborg |
| 21.5. | 16:00 | AG København – Bjerringbro-Silkeborg | 30–21 | 14-70 | Parken, København            |